# Старотазларово
Старотазла́рово (рос. Старотазларово, башк. Иҫке Таҙлар) — присілок у складі Бураєвського району Башкортостану, Росія. Входить до складу Тазларовської сільської ради.
Населення — 221 особа (2010; 252 у 2002).
Національний склад:
- башкири — 96 %